# Mantua (Ohio)
Mantua és una població dels Estats Units a l'estat d'Ohio. Segons el cens del 2000 tenia 1.046 habitants.

## Demografia
Segons el cens del 2000, Mantua tenia 1.046 habitants, 440 habitatges, i 278 famílies. La densitat de població era de 286,4 habitants per km².
Dels 440 habitatges en un 28,9% hi vivien nens de menys de 18 anys, en un 49,3% hi vivien parelles casades, en un 9,5% dones solteres, i en un 36,6% no eren unitats familiars. En el 29,5% dels habitatges hi vivien persones soles l'11,6% de les quals corresponia a persones de 65 anys o més que vivien soles. El nombre mitjà de persones vivint en cada habitatge era de 2,38 i el nombre mitjà de persones que vivien en cada família era de 2,96.
Per edats la població es repartia de la següent manera: un 23,3% tenia menys de 18 anys, un 10,5% entre 18 i 24, un 31,2% entre 25 i 44, un 22,3% de 45 a 60 i un 12,7% 65 anys o més.
L'edat mediana era de 36 anys. Per cada 100 dones de 18 o més anys hi havia 92,3 homes.
La renda mediana per habitatge era de 49.519 $ i la renda mediana per família de 56.125 $. Els homes tenien una renda mediana de 35.288 $ mentre que les dones 22.500 $. La renda per capita de la població era de 19.472 $. Aproximadament el 4,9% de les famílies i el 3,4% de la població estaven per davall del llindar de pobresa.

## Poblacions més properes
El següent diagrama mostra les poblacions més properes.